# María Luisa Puiggener

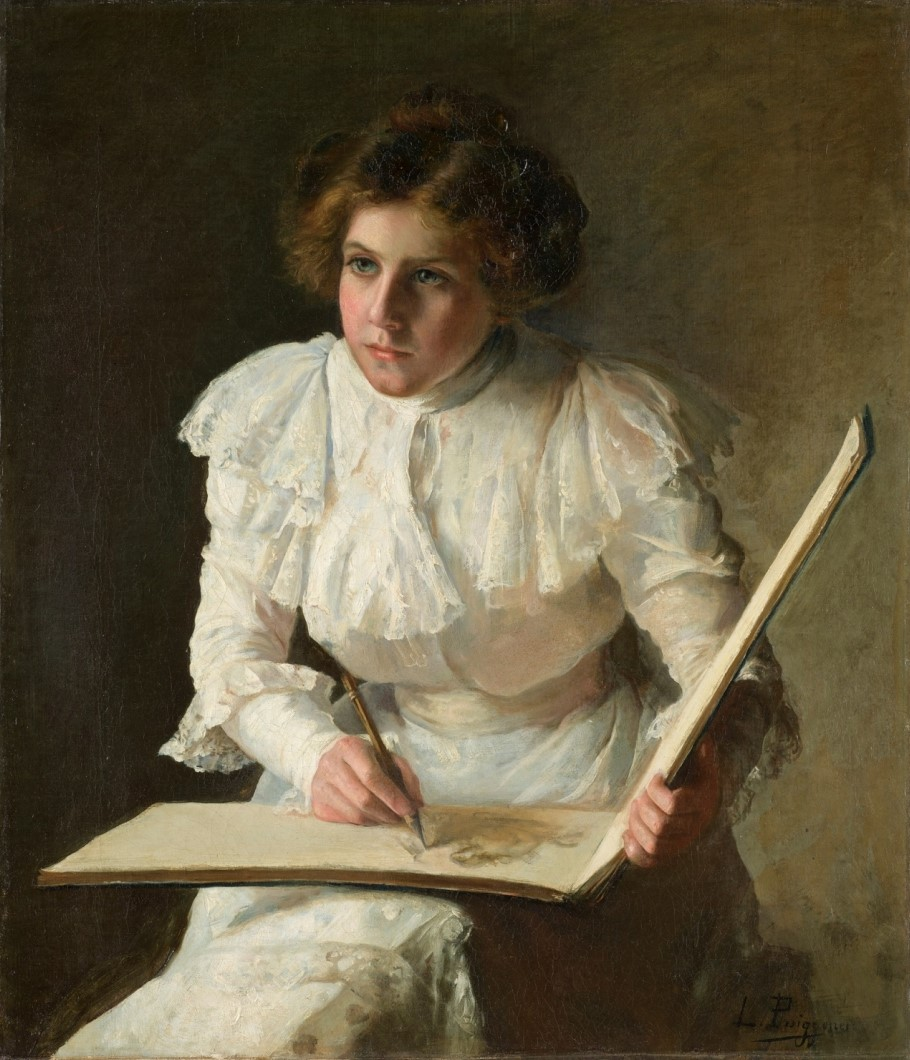
Una artista, h. 1901. Óleo sobre lienzo, 86,5 x 74.5, Madrid, Museo Nacional del Prado.

María Luisa Puiggener Sánchez (Jerez de la Frontera, 4 de julio de 1867-Sevilla, h. 1921) fue una pintora española adscrita al realismo académico en su vertiente costumbrista, con una importante presencia en la vida artística sevillana de las dos primeras décadas del siglo XX.

## Biografía
Nacida el 4 de julio de 1867 y bautizada tres días después en la parroquia de San Miguel de Jerez de la Frontera, fueron sus padres José Puiggener Bajés, nacido en Capellades, municipio barcelonés, y la jerezana María Sánchez Pastrana. Era la menor de cuatro hermanos que, dada la profesión del padre, impresor y colaborador en varios medios de prensa jerezanos, pudieron recibir una formación liberal según los cánones de la época. En 1890 se matriculó en Sevilla en los cursos de la Enseñanza Artística de la Mujer, que solo un año antes habían comenzado a impartirse en la Escuela de Artes y Oficios, siguiendo sus cursos con brillantez. De allí pasó a completar su formación artística en el taller de José Jiménez Aranda.
Lo que de su biografía posterior se conoce son las reseñas de su paso por las exposiciones de bellas artes celebradas tanto en la capital andaluza como en Madrid y Granada, además de encontrarse representada en las exposiciones conmemorativas del centenario de Buenos Aires y la independencia de México.
Presentó obras en las exposiciones primaverales de Bellas Artes celebradas en Sevilla en 1901, con una pintura de la que no se cita el título; 1903, a la que concurrió con un «estudio de objetos antiguos» y Una artista, obra «llena de brío, de bello color y asunto interesante y simpático»; 1904, a la que llevó tres tablas con frutas; 1908, con Un bibliófilo; 1909, en la que presentó las obras tituladas Maternidad y Fraile leyendo; 1916, Busto de mujer, probablemente un retrato; 1920, año en que la prensa sevillana informaba de que la obra de Puiggener había sido adquirida por Miguel García de Longoria, y 1921, con un óleo citado escuetamente como Bodegón.

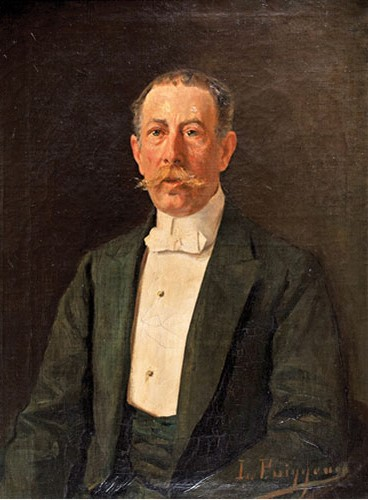
Retrato de caballero con bigote, óleo sobre lienzo, 67 x 38 cm. Colección particular.

En los juegos florales de 1902 convocados por el Ateneo sevillano bajo la presidencia de Gonzalo Bilbao, recibió el premio de pintura por X.Y.Z., cuyo asunto se desconoce. Se trata del único premio institucional de pintura otorgado en Sevilla a una mujer. En 1921, último año de su presencia en la exposiciones sevillanas, Francisco León Troyano en El Noticiero Sevillano mencionaba un retrato de la niña Pilar Santigrosa Nieto expuesto en un local céntrico de la ciudad, del que destacaba el acierto de expresividad y técnica pictórica, «que recuerda a los personajes de Leonardo da Vinci».
Mayor fortuna que en Sevilla tuvo en las exposiciones de Bellas Artes de Granada. En 1904 presentó dos obras: La mesa del abuelo y ¡A ti suspiramos!, cuadro por el que Puiggener fue galardonada con medalla de plata. Como señal del efecto positivo que produjeron estos cuadros entre los asistentes al certamen, un crítico granadino escribió:

Ha producido animados debates porque nadie quería convencerse de que la mano experta y segura que había pintado esos cuadros fuera la de una mujer. Especialmente La mesa del abuelo revela una artista que dibuja con perfección, que ve el color con exactitud y que piensa y sabe lo que hace.

No se tienen otras noticias del cuadro titulado La mesa del abuelo y no ha sido posible identificarlo, pero ¡A ti suspiramos! es probablemente la misma obra que se conoce con el título de Madre e hija, conservado en colección particular. Repitió el éxito en el certamen granadino de 1905, en el que obtuvo segunda medalla con Consulta gratis, óleo que ya había presentado un año antes en Madrid.
En 1907 fue seleccionada para participar en la V Exposición Internacional de Arte de Barcelona. Estuvo representada también 1910 en la Exposición Internacional de Arte del Centenario de Buenos Aires, en la que fue premiada con tercera medalla, y el mismo año en la Exposición del Centenario de la Independencia de México, a la que envió la pintura titulada Regalos de boda, seleccionada por el comité local que debía elegir las obras por las que Sevilla estaría representada en el certamen, comité del que formaba parte José Gestoso.

## Obra

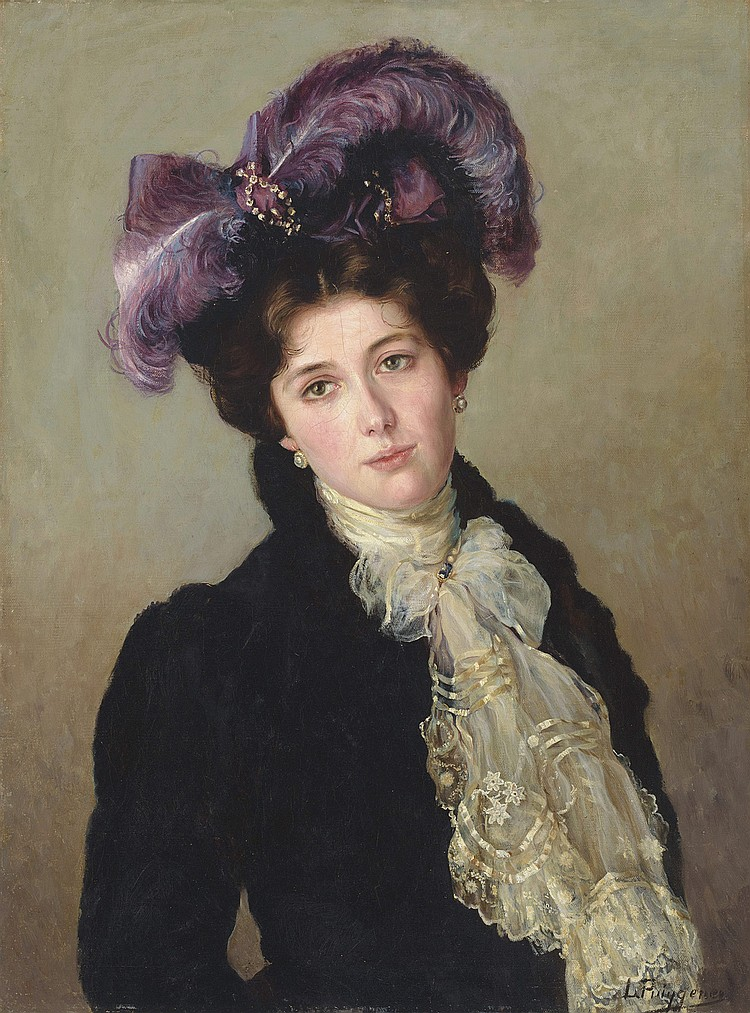
Retrato de dama, óleo sobre lienzo, 84 x 62 cm. Colección particular.

María Luisa Puiggener cultivó, al menos en sus inicios, la pintura de tableautin, género grato también a su maestro que se había iniciado en él durante su estancia en París en 1881, aunque en torno a 1900 se encontraba ya algo desfasado. A ese género pertenecen dos obras de la artista citadas en 1906 por Mariano Pescador en Los pintores jerezanos: Jaque doble, hoy perdida, que representaba una partida de ajedrez jugada por una pareja vestida a la moda dieciochesca, y Galantería rancia, conservada en colección particular.
Atendiendo a los títulos mencionados en las exposiciones a las que concurrió, firmó también algunos retratos, si bien actualmente solo se conocen un Retrato de dama (óleo sobre lienzo, 84 x 62 cm) y otro de caballero con bigote, obras de acusado gusto burgués. También cultivó la pintura de género y el bodegón. De estos se conoce un Bodegón con sandía y uvas, tras salir a subasta en 2012, y otro de uvas e higos, firmado «L. Puiggener», ambos en colecciones privadas.
Las obras más estimadas en su momento y también ahora son, sin embargo, las propias del realismo social, en las que la influencia de su maestro es notable. En 1903 se presentó en la que se llamó Exposición de Pintura Feminista organizada por el Salón Amaré de Madrid, con el óleo titulado según El Imparcial Un estudio, que merced a una fotografía de la exposición publicada en el diario ABC del 30 de julio de ese año, es posible identificar con el óleo adquirido por el Estado en 2022 para el Museo del Prado, donde recibe el título de Una artista. A propósito de aquella exposición, en la que según el catálogo estuvieron presentes cuarenta pintoras con setenta y ocho obras, Francisco Alcántara escribió en El Imparcial:

Aquí, donde son pocos los pintores que dedicando toda su actividad al estudio, pueden vivir de la pintura; donde las mujeres por preocupaciones más o menos justificadas no asisten a las clases en que se arrostran todas las dificultades del dibujo y del color, siendo por consiguiente la gran mayoría, más que profesionales aficionadas, se ha de ir a una exposición como ésta en busca del encanto que producen siempre los esparcimientos artísticos femeniles.

Para añadir inmediatamente después que algunas de las pintoras representadas eran, no obstante, verdaderas profesionales, muy dignas de elogio, y citaba en primer lugar a Marcelina Poncela de Jardiel, probable organizadora del certamen, que presentaba dos fruteros, y tras ella a Luisa Puiggener, representada con Un estudio, «admirable por lo firme y castizo». El juicio de Alcántara era, en cualquier caso, mucho más favorable que el de Carmen de Burgos, Colombine, que en la exposición encontró «labores femeninas, trabajos manuales hechos con paciencia (...) pero ni una sola pincelada de Arte». También Enrique Contreras y Camargo destacó la obra de Puiggener en su crónica de la exposición publicada en El Álbum Ibero-Americano. Contreras lamentaba que «una exagerada meticulosidad de principios» impidiese aquí a las mujeres desarrollar plenamente sus aptitudes artísticas, que solo pueden adquirirse, decía, con el estudio hecho en las Academias, por lo que, concluía, «ya es bastante que en el reducido espacio en que las mal entendidas conveniencias las permiten ejercitarse muestren los primores de ejecución, mediante los cuales pueden únicamente atraer y fijar la atención del público». En ese contexto destacaba en primer lugar las obras de Puiggener entre las de las artistas que por la excelencia del dibujo, la brillantez del color y la elegancia del trazo, eran demostrativas del alto grado de perfección a que podían llegar si «se las permitiera llevar a cabo estudios indispensables al desarrollo de las facultades propias». Pero su comprensión del asunto representado, que describía, del mismo modo que otros medios de la época, como «muchacha ojeando un álbum», se presta a error, pues la muchacha no se representa ojeando el álbum que tiene sobre sus rodillas, sino dibujando en él y concentrada en el estudio de su modelo, a la que dirige atenta la mirada. Es notable también el hecho de que el estudio al que se entrega la joven —quizá una alumna de la propia pintora— sea un desnudo femenino, es decir, un estudio académico de nivel avanzado y no propio de un aficionado.

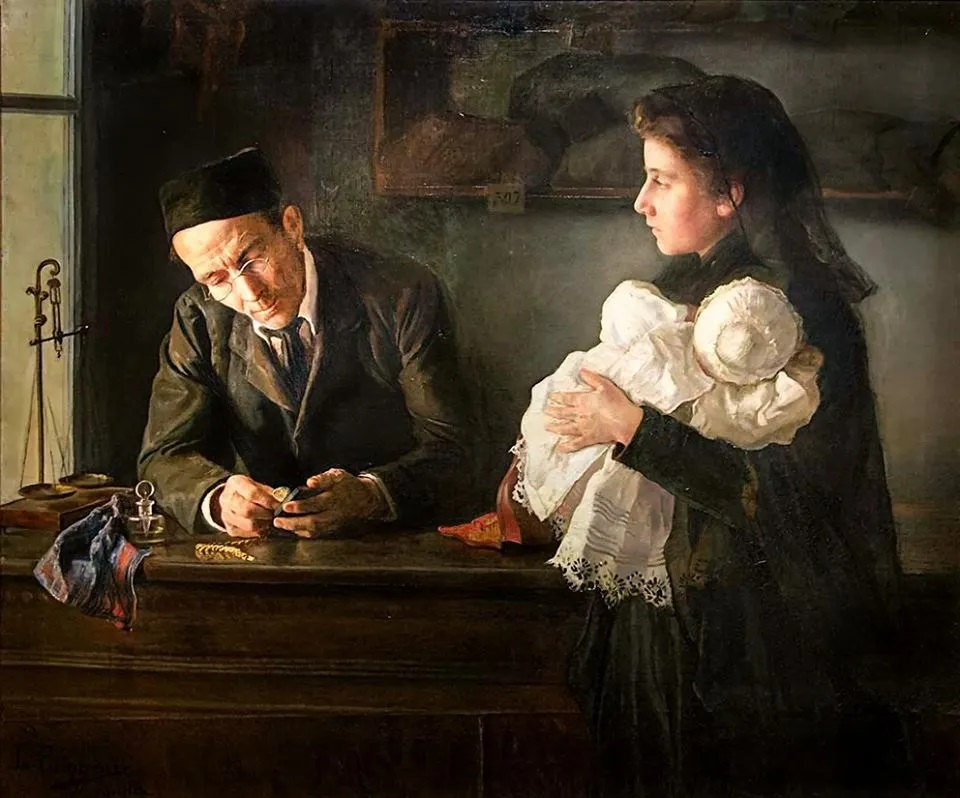
La última alhaja, 1900. Óleo sobre lienzo, 112 x 130 cm, Sevilla, Colección Fundación Cajasol.

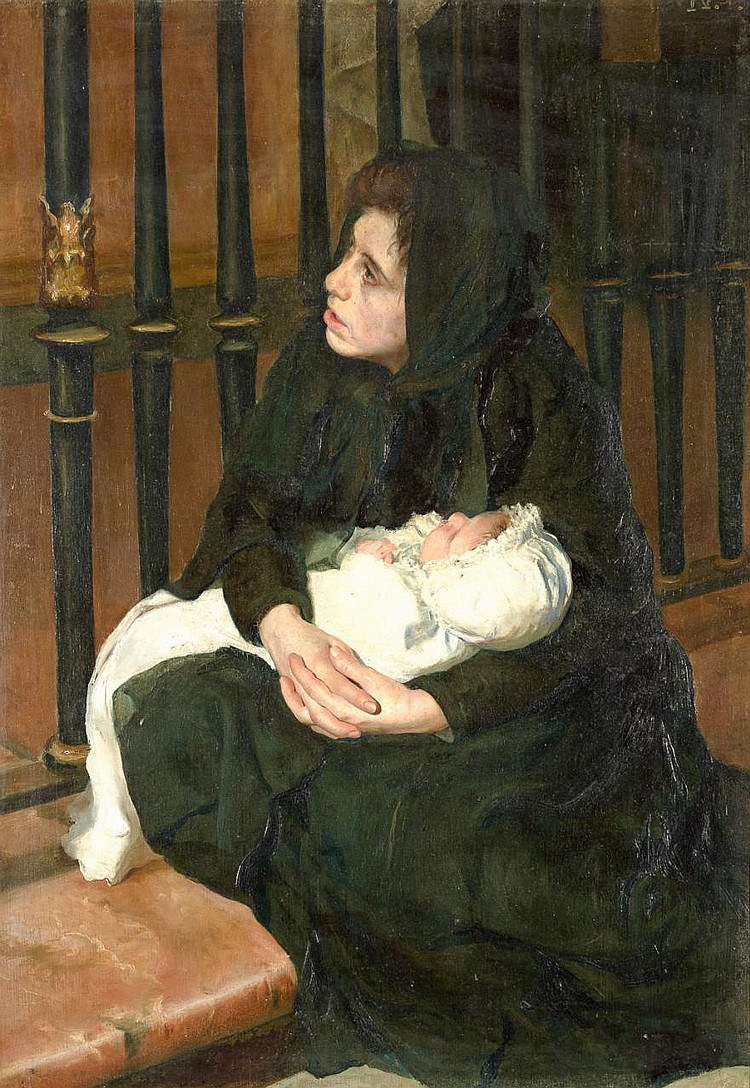
Madre e hija (¡A ti suspiramos!), h. 1901. Óleo sobre lienzo, 105 x 77 cm. Colección particular.

En la Exposición Nacional de Bellas Artes de 1904 presentó tres cuadros: un Retrato de señora y dos óleos propios del género del realismo social cultivado también por su maestro: La última alhaja, cuadro que ha recibido también los títulos de La última prenda, Escena de empeño, ¡Desvalida! o El usurero, conservado en la colección de la Fundación Cajasol de Sevilla, y Consulta gratis, en paradero desconocido. La crónica dedicada a la representación femenina en la citada exposición publicada en El Álbum Ibero-Americano con el seudónimo Alé Afar, decía de la primera que «muestra con toda su amargura el Viacrucis recorrido por aquella pobre mujer hasta llegar al calvario víctima de la desgracia, aquella madre de aire modesto, viéndose tras su raída vestimenta la distinción de otra clase social. El niño que tiene en brazos está lleno de vida, aunque se ve de espaldas; de tal manera está pintado. El prestamista que mira la alhaja es el prototipo del usurero frío y egoísta, que sólo ve el medio de aumentar su tesoro con el fruto de sus rapiñas». En cuanto al segundo representaba el zaguán de una casa sevillana convertido en sala de espera de una consulta médica gratuita, con los enfermos que aguardan en primer término y al fondo una niña que abre la puerta que da a la calle, «y no se sabe qué admirar más, si el efecto de luz que aparece detrás de la niña, o la corrección del dibujo de esta figura». Concluyendo que ambas obras, tratadas con factura sobria, «acreditan a su autora de verdadera y genial artista».
Francisco Alcántara, que un año antes había elogiado ya el trabajo de la pintora, en su crónica de esta exposición se detuvo solo en el que parece representar la entrada en una consulta médica, excelente cuadro del que, sin otra referencia que el apellido, decía: «supongo que el autor es joven, y si así es y sigue por camino tan excelente, Sevilla contará pronto con un verdadero pintor más».
El asunto de La última alhaja: una mujer joven vestida de luto con su pequeña de blanco impoluto en brazos, podría aludir a las condiciones sociales de la Sevilla finisecular, con un notable incremento de la mendicidad causado por la precariedad laboral o las medidas adoptadas por el Gobierno de Cánovas para salir de la depresión internacional de 1873, pero de forma más específica es una voz de alarma ante el desamparo en que quedaba al enviudar una mujer de clase media, como reflejan sus vestimentas, si no había recibido la formación laboral necesaria para valerse por sí misma. Lo que Puiggener estaría reivindicando es el acceso de la mujer a la educación en todos sus niveles. Aunque no forma pareja —su formato es vertical y no apaisado— Madre e hija presenta a la misma modelo, ahora sentada en el escalón de mármol rojo veteado de una capilla de la catedral sevillana, con la reja a la espalda y niña en el regazo, dirigiendo una mirada suplicante tal vez a una imagen de la Virgen que queda fuera del encuadre en picado de la composición, centrado en la mujer. Se trata, muy probablemente, del lienzo presentado en Granada en 1904 con el título ¡A ti suspiramos! por el que la autora recibió medalla de plata. Como apuntaba el catálogo de la exposición Invitadas celebrada en el Museo del Prado en 2020, reflexiones y denuncias semejantes se encuentran en la literatura de Emilia Pardo Bazán y tienen su más elaborada culminación en el relato algo posterior titulado «Náufragas».